# Арментерос
Арментерос (ісп. Armenteros) — муніципалітет в Іспанії, у складі автономної спільноти Кастилія-і-Леон, у провінції Саламанка. Населення — 467 осіб (2010).
Муніципалітет розташований на відстані близько 150 км на захід від Мадрида, 45 км на південний схід від Саламанки.
На території муніципалітету розташовані такі населені пункти: (дані про населення за 2010 рік)
- Арментерос: 366 осіб
- Іньїго-Бласко: 41 особа
- Наваомбела: 13 осіб
- Перо-Фуертес: 0 осіб
- Ревальвос: 47 осіб
- Ревілья-де-Кодес: 0 осіб

## Демографія
Динаміка населення (INE ):